# Anders Renström
Anders Renström, född den 31 oktober 1868 i Långseruds församling, Värmlands län, död den 16 december 1947 i Stockholm, var en svensk jurist.
Renström avlade juris kandidatexamen vid Uppsala universitet 1892. Han blev assessor i Svea hovrätt 1905. Renström var hovrättsråd 1909–1937, divisionsordförande 1927–1939 och ordförande i Krigshovrätten 1929–1937. Han var medlem av medicinalstyrelsens vetenskapliga råd (för juridisk teori och praxis) 1914–1925. Renström blev riddare av Nordstjärneorden 1914, kommendör av andra klassen av samma orden 1923 och kommendör av första klassen 1937.